# Haitis historie
Haitis historie er historien om den caribiske stat Haiti som i dag omfatter den vestlige halvdel af øen Hispaniola. Den franske koloni Haiti var det første latinamerikanske land der i 1804 opnåede uafhængighed. Efter USA var Haiti det andet land på det amerikanske kontinent, der gennem den haitianske revolution opnåede selvstændighed. Til Haitis historie hører også de 200 års spanske koloniherredømme fra 1492 til 1697, som det deler med det på den østlige del af øen beliggende Dominikanske Republik, såvel de 300 års slaveri, flertallet af befolkningen led under, efter udryddelsen af den indianske urbefolkning. Slaverne var overvejende mennesker fra Afrika som blev tvangsfjernet til Hispaniola. Først i det 17. århundrede begyndte den franske indflydelse på det nuværende haitianske område at fortrænge det spanske herredømme og sluttelig med at erstatte det. På samme tidspunkt skilles udviklingslinjerne for den på det østlige Hispaniola spanskprægede og i den vestlige del den fransk-haitianskeprægede, hvormed den egentlige haitianske historie begynder.

## Den indianske urbefolkning
Da de første europæere 1492 under kommando af Christoffer Columbus ankom til det de kaldte Vestindien, anslås den indianske befolkning på Hispaniola til at være fra 300.000 til en million mennesker. De fleste af disse indianere tilhørte Tainofolket, som er en del af den indianske folkegruppe Arawak. I den senere haitianske del levede der også en lille gruppe af de caribiske Ciboneyindianere, som senere indvandrede til den senere dominikanske del.
Forfædrene til Tainoerne indvandrede til Hispaniola omkring 250 e. Kr. og indtil europæernes ankomst beherskede de opdelt i fem høvdingedømmer øen, af dem befandt Guacanagari og Behechio sig på den haitanske del.
De mange smitsomme syddomme som f.eks kopper som de spanske erobrere medbragte, førte til at store dele af den indianske befolkning døde.

## Fra det spanske til det franske koloniherredømme
Spaniernes militæreerobring af øen var tilendebragt få år efter Columbus ankomst og i begyndelsen af det 16. århundrede dyrkede de på Hispaniola sukkerrør ved hjælp af tvangsarbejde og slaveri. Fra ca. 1503 blev afrikanere tvangsfjernet til Hispaniola, 1542 levede der på øen 200 indianere, 30.000 sorte slaver og 5.000 spanioler.
Columbus første bosætning var La Navidad, som lå i den senere haitianske del af Hispaniola. Den næste bosætning fandt sted på den østlige del af øen og snart blev den i øst liggende by Santo Domingo øens hovedstad og spaniolernes vigtigste støttepunkt. Tilstedeværelsen af franske, hollandske og britiske kapere ved Hispaniolas kyster fik spaniolerne til at koncentrere bosætningerne i den østlige og sydlige del af hovedøen.
Fra 1625 satte engelske og franske sørøvere – de såkaldte boucaniers eller boucanierer – sig fast på den i nutiden hørende haitianske ø Tortuga og ved Hispaniolas forladte vestlige kyster. De levede af at overfalde spanske skibe og jagt på øens dyr. På trods af at spaniolerne flere gange ødelagde deres bosættelser, kom de altid tilbage. Til slut anerkendte den franske konge Ludvig 14. i 1659 officielt en af deres bosættelser på Tortuga. Ca. på samme tid havde franske Huguenotter bosat sig på den nordlige del af Hispaniola. 1670 blev de første franske bosættelser som f.eks Cap François (senere Cap Français, i dag Cap-Haïtien) grundlagt.

## Revolutionen
Den franske revolution i sommeren 1789 havde stor betydning selv i Haiti. Mens de franske kolonister diskuterede hvordan revolutionens love skulle gælde i Saint-Dominique, brød borgerkrigen ud i 1790 da de frie farvede mænd krævede at være franske statsborgere for hvem Erklæringen om menneskets og borgerens rettigheder også var gældende. Ti dage før Bastillens fald i juli 1789 havde Frankrigs landsforsamling stemt for og godkendt at modtage seks delegerede fra Saint- Dominigue til Paris, en gruppe rige mulatter, under ledelse af Julien Raimond og Vincent Ogé.
| Historie | Spire Denne historieartikel er en spire som bør udbygges. Du er velkommen til at hjælpe Wikipedia ved at udvide den. |